# Vistahermosa, Oxchuc
Vistahermosa är en ort i Mexiko.   Den ligger i kommunen Oxchuc och delstaten Chiapas, i den sydöstra delen av landet, 800 km öster om huvudstaden Mexico City. Vistahermosa ligger 2 006 meter över havet och antalet invånare är 215.
Terrängen runt Vistahermosa är kuperad. Runt Vistahermosa är det ganska tätbefolkat, med 75 invånare per kvadratkilometer. Närmaste större samhälle är Oxchuc, 0,91 km sydväst om Vistahermosa. I omgivningarna runt Vistahermosa växer i huvudsak städsegrön lövskog.